# 鲍勃·迪伦
鲍勃·迪伦（英語：Bob Dylan，1941年5月24日—），原名羅伯特·艾倫·齊默曼（Robert Allen Zimmerman），美国創作歌手、音乐家和作家。从1961年发布首张专辑至今，迪伦在流行音乐界和文化界引起的影响已經超过50年。他的大多数著名作品都来自1960年代的反抗民谣，也被廣泛認為是当时美國新兴的反叛文化的代言人，尽管他否认了这一点。他的部分早期作品成为了当时美国民权反战运动的圣歌，例如《答案在风中飘》（Blowin' in the Wind）和《时代在变》（The Times They Are a-Changing）。1960年代中期，迪伦开始从原先的抗议民谣风格转型，并在1965年发行长达六分钟的单曲《像一块滚石》，也从此改变了流行音乐的传统分类。迪伦60年代中期的一些作品登上了《告示牌》榜单冠军，但由于其使用摇滚元素亦受到了民谣运动中一些人士的批评。
迪伦早期受到了美国创作歌手小理查德的音乐人伍迪·蓋瑟瑞、罗伯特·约翰逊和汉克·威廉斯的歌词的影响，并在后来发展及个性化了既有的音乐风格。迪伦在其50多年的歌唱生涯中探索了美国歌曲风格里的各种成分——从民谣、蓝调及乡村到福音音乐、摇滚乐和洛卡比里，再到英格兰式、苏格兰式和爱尔兰式民谣，还有爵士乐和摇摆乐。迪伦通常的演奏乐器为吉他、键盘乐器和口琴。在不同的音乐人的支持下，迪伦从20世纪80年代末开始就一直在举办他的“永不停息巡演”（Never Ending Tour）。作为一个唱片艺术家和表演者，迪伦的成就主要以他的演艺生涯为核心，但他最大的贡献被普遍认为是他的作词。
自1994年以来迪伦已出版了6本画作书，他的作品也曾在大型艺术画廊中展出过。作为一个音乐家，迪伦的唱片总销量已超过了1亿張，也让他成为畅销音乐艺人之一。迪伦曾获诸多奖项，包括12尊格莱美奖、1尊奥斯卡金像奖及1尊金球奖，并被引入摇滚名人堂及作曲家名人堂。2008年普利策奖评选委员会授予其特殊貢獻奖，以表彰其通过作词及作诗对流行音乐及美国文化产生的重大影响。2012年5月，迪伦获得了由美国总统贝拉克·奥巴马颁布的总统自由勋章。2016年，迪伦获得诺贝尔文学奖，以表彰其为美国歌曲传统带来的全新诗意表达。瑞典皇家學院11日16日表示，收到巴布狄倫的信件解釋，12月10日因有其他要事將無法前往斯德哥爾摩領獎，並強調相當榮幸能獲獎。他並非因故缺席領獎的第一人；瑞典皇家學院表示，並不會因為得獎人無法前來而取消獎項，尊重巴布狄倫的決定，諾貝爾文學獎依舊是屬於他的殊榮。

## 職業生涯

### 60年代前期
鲍勃·迪伦（原名羅伯特·艾倫·齊默曼）于1941年5月24日生於明尼蘇達州杜鲁斯，他的祖父母是猶太裔的移民，十九世紀末從立陶宛和烏克蘭移民到美國。他的父母是猶太人。他在美國明尼蘇達州的一個中產階級的猶太家庭中長大。13歲時，他接受了猶太教的成年禮（Bar Mitzvah）儀式。並且，他參加了猶太人夏令營。他的童年生活大部分都在收音機前聽廣播裡的藍調和鄉村歌曲中度過；他在高中的時候就有自己的樂隊，最早已知的錄音John Bucklen Tape，是他於1958年與高中好友John Bucklen在迪伦家中翻唱Little Richard和Richard Rodgers等人的歌曲。他於1959年高中畢業，並前往明尼蘇達大學就讀。他在大學時代，漸漸對民謠產生興趣，開始在學校附近的民謠圈子演出，並首度以鲍勃·迪伦作藝名。大學第一年沒讀完，他就從學校退學，但依然留在明尼阿波利斯的民謠圈內演出。
在1961年的一次從明尼阿波利斯到芝加哥的途中，迪伦改變主意，前往紐約，去探望自己的音樂偶像、當時已患亨廷頓氏舞蹈癥的伍迪·蓋瑟瑞，並在其面前演出。在一些紐約格林威治村的小俱樂部中的演出中，他逐漸脫穎而出，獲得了以Robert Shelton為首的樂評人的好評，並為哥倫比亞唱片公司的傳奇星探約翰·哈蒙德所注意，於當年10月與該公司簽訂了第一份唱片合約，為期五年，並於1962年推出了名為《鲍勃·迪伦》的處女專輯。這張專輯裡，只有《Song To Woody》與《Talking New York》是迪伦自己的創作，其餘都是他在格林威治村民謠圈子裡向其他歌手學來的歌曲。
他於1963年發行第二張專輯《自由馳騁的鲍勃·迪伦》（The Freewheelin' Bob Dylan），專輯中十三首歌都是迪伦自己的創作，並因其受到伍迪·蓋瑟瑞而影響，以演唱抗議歌曲而出名，他這個時期最有代表性的歌曲之一，即《答案在風中飄》（Blowing in The Wind），在其後的反戰和民權運動中被反覆傳唱，而很多人也是透過在電影《阿甘正傳》中瓊·貝茲對這首歌的翻唱而認識迪伦。
迪伦許多早期的歌曲，都是因為別人的翻唱才廣為人知，例如被人們稱為民謠女皇的瓊·貝茲與彼得、保羅和瑪麗，不僅翻唱過迪伦的歌曲，更是迪伦的重要支持者和朋友。瓊·貝茲與迪伦彼此相知相惜，遂產生一段秘密戀情，兩人開始交往。
自1963年起，瓊·貝茲邀請迪伦與她一起巡迴演出；1963年8月28日，兩人曾於著名的「进军華盛頓」這場大規模的民權運動遊行中，演唱《Only A Pawn In Their Game》與《Keep Your Eyes On The Prize》這兩首歌曲。正是在這次大遊行中，馬丁·路德·金發表了他著名的《我有一個夢》的演講。在這個過程中，迪伦逐漸成為人們心目中民權運動的代言人，但是他本人卻對此開始反感起來。1963年底，在甘迺迪總統被刺殺不久之後，他前往接受國家緊急民權委員會的一個頒獎儀式，他帶著酒氣，質疑了委員會的作用。在此之後，他逐漸遠離民權運動和抗議歌曲。

### 60年代中後期
他曾經於1963年和1964年，兩次在新港民謠音樂節（Newport Folk Festival）上演出。六零年代的民謠音樂界，對於搖滾樂的出現與盛行普遍感到不滿，迪伦卻在1965年7月25日，於當年的民謠音樂節中，第一次在舞台表演中使用電吉他，在觀眾的掌聲和噓聲中，他僅僅演唱了三首「插了電（Plugged）」的歌曲，隨即被憤怒的聽眾趕下台，這被認為是其從民謠轉向搖滾樂的轉折點。關於為什麼迪伦要在1965年的表演中使用電吉他，從而讓許多他原來的民謠聽眾認為他是一個叛徒，一直有著多種不同的解釋。但是，這次表演也被認為是民謠歷史上的一個重要時刻，因為它代表著即使是對迪伦這樣的繼承傳統的音樂家來說，民謠再也無法再滿足迪伦的需求了。

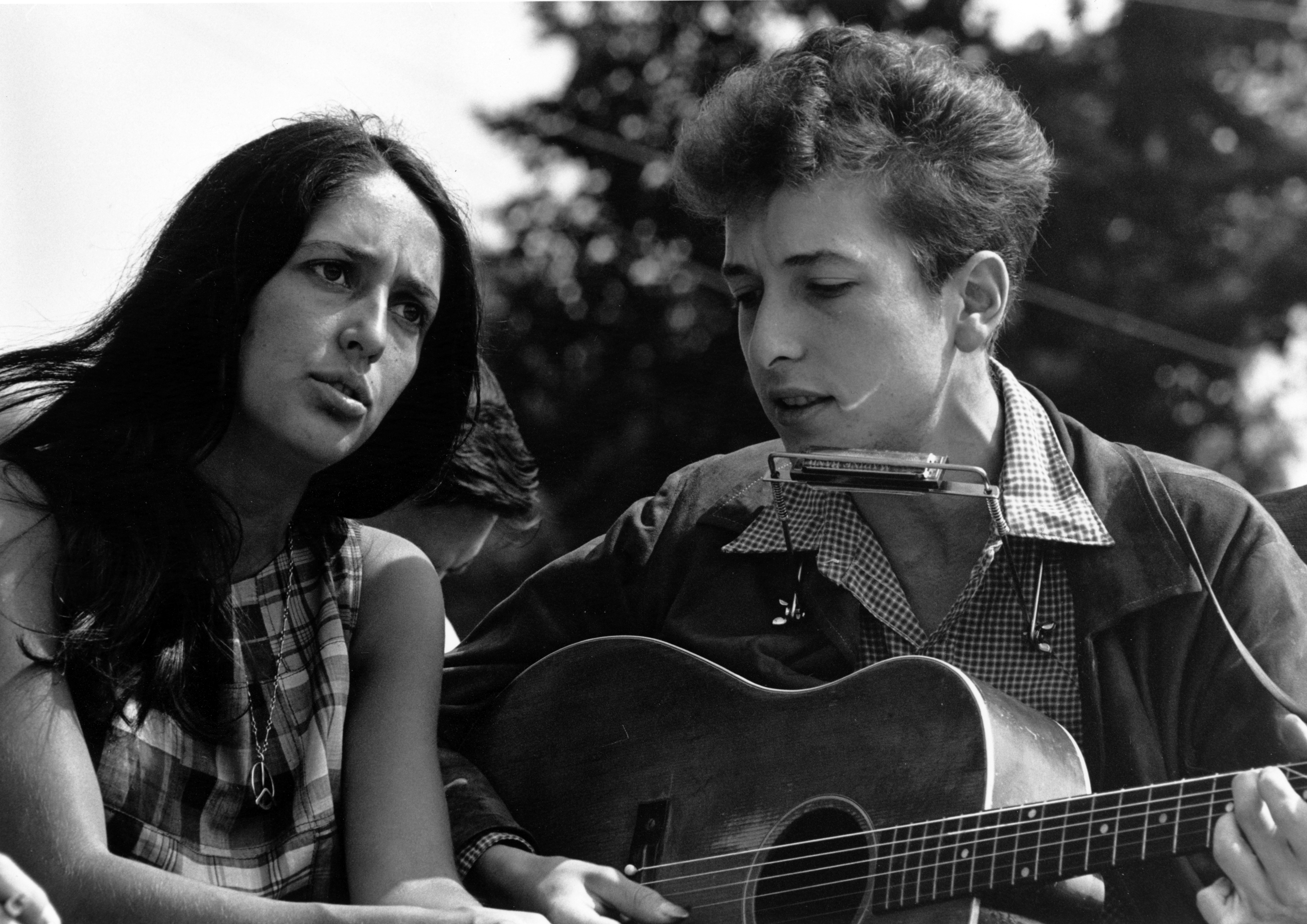
鲍勃·迪伦与女友琼·贝兹，摄于1963年“向华盛顿进军”期间

1965年迪伦發行了自己的第一張搖滾專輯《重訪六十一號公路》（Highway 61 Revisited），其中的一曲《像一塊滾石》（Like a Rolling Stone）迅速登上美國排行榜第二名、英國排行榜第四名，後來並被滾石雜誌列為史上最偉大的歌曲。在專輯出版之後，迪伦開始在美國國內巡演，在這個過程中，仍然有歌迷要求他放棄搖滾樂，改回到民謠的原聲吉他中。
1966年春，迪伦開始了自己在澳大利亞和歐洲的巡演。每次表演通常被分成兩個部分，一個部分為他使用木吉他的民謠表演，另一個部分則是用電吉他的搖滾樂表演。在巡演過後他回到紐約，但卻依然面臨著巨大的壓力。當年7月29日，他在紐約的伍德斯托克附近駕駛摩托車中，由於剎車錯誤而摔了下來，脖子受傷，暫時地從公眾視野中消失了一段時間(不過，後世也有著這次休養挽救了狄倫當時狂飆而搖搖欲墜的身心狀態的看法)，直到1968年1月20日於伍迪·蓋瑟瑞的紀念音樂會中才再次在公眾面前出現。在六十年代剩下的幾年內，迪伦的音樂則開始向更具思考型發展，並受到了那什維爾鄉村音樂的影響。

### 70和80年代
當迪伦與與哥倫比亞的第二張合約期滿之後，雙方無法達成新約定，於是他在1973年與格芬唱片簽了一份發行一張專輯的合約，即Planet Waves；為了推銷這張唱片，迪伦於1974年與長年的老朋友The Band一起進行北美巡迴演出，巡迴演出結束後不久，與妻子的關係開始惡化。
1975年，迪伦探望了深處囹圄中，因種族歧視蒙受不白之冤的黑人拳王「颶風」羅賓·卡特（Rubin "Hurricane" Carter），並創作了一首長達八分多鐘的《颶風》（"Hurricane"）為他聲援。同年10月30日，他展開一場名為「Rolling Thunder Revue」的巡迴，與瓊尼·米歇爾、Roger McGuinn、詩人Allen Ginsberg一起演出，甚至瓊·貝茲這位在民權運動後期，因為與迪伦意見不一而分道揚鑣的昔日情人，也加入巡迴。
1979年，迪伦成為一名再生基督徒，影響到他從1979年到1982年的創作，這段時間的三張專輯，Slow Train Coming、Saved、Shot of Love都帶有濃重的基督宗教氣息。
80年代以後，迪伦的唱片得到的評論和市場的反應比較不一。在1985年，他與自己的伴唱歌手卡洛琳‧鄧尼斯結婚，並在此年生下一名女孩。這次婚姻一直持續到90年代早期。1988年他入選了搖滾名人堂。
1988年6月7日，迪伦在美國加州的 Concord 展開了一場名為Never Ending Tour的巡迴，此後以每年一百場上下的次數，在全球各地演出。至2010年底，這場巡迴已演出超過两千三百場。

### 90年代至今

迪伦的回憶錄，簡體中文版

進入90年代，迪伦出版唱片的速度開始變得緩慢，其中在1992年的As I Been to You、和1993年的World Gone Wrong中，他重新拾起早期的民謠，翻唱許多並不廣為人知的歌曲。1992年10月16日，在麥迪遜花園廣場，舉辦了一場紀念迪伦踏入歌壇三十年的演唱會，其中包括尼爾·楊、埃里克·克萊普頓、前披頭四吉他手喬治·哈里森等人均到場表演。1995年，迪伦在MTV音樂台錄製不插電演唱會；1997年初，由於突然心臟病發作，當年的歐洲巡迴被迫取消，但他很快就康復出院，甚至還於當年9月27日，在教宗若望保祿二世面前表演。1997年9月30日，迪伦發行了由Daniel Lanois製作的Time out of Mind，距離他上一張原創專輯Oh Mercy有八年之久。
2001年9月11日，迪伦發行Love and Theft；2004年10月，他出版了名為Chronicles, Vol. 1，的自傳，作為計畫中三部分的自傳的第一部，記述了他的童年生活、在紐約奮鬥的經過、中年陷入創作低潮的心情…等。推出之後，該書停留紐約時報書籍非小說類排行榜長達19周。該書中文簡體版已由江蘇人民出版社和鳳凰出版傳媒集團共同出版，譯名為《像一塊滾石》；繁體中文版亦已由大塊文化出版股份有限公司出版，譯名為《搖滾記》。
2005年，曾經導演過《出租車司機》、《憤怒的公牛》等影片的導演馬丁·斯科西斯執導了迪伦的自傳性電影No Direction Home，講述了從出生到摩托車事故之前的迪伦；片中有大量的訪談與實況演出的影像，包括迪伦當時的親密戰友瓊·拜亞、以及1966年5月17日在曼徹斯特那著名的吼聲（Judas！）。
2006年8月底，迪伦發行了他第四十八張專輯"Modern Times"，隨即登上美國排行榜第一名。他的上一張冠軍專輯，是三十年前的"Desire"。
2010年4月，迪伦宣佈取消亞洲巡迴演唱會，包括中国大陆、香港，台灣等地。据说是由於中國大陆政府拒絕發出上海、北京的演出許可，但后来中國大陆政府與迪伦的經紀人皆否認這個說法，並指出這是台湾演出代理公司布洛克兄弟的片面之詞。
2011年4月8日，迪伦在上海的“上海大舞台”举办了演唱会。2020年12月7日，美國唱片公司環球音樂集團購買巴布·狄倫所有作品的著作權。

## 获奖

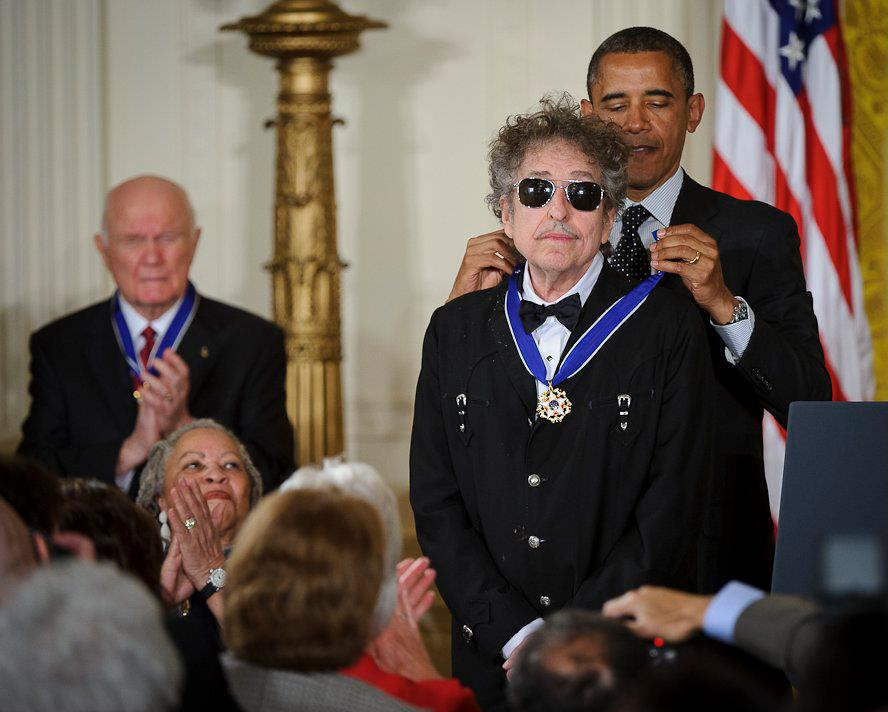
美国总统奥巴马授予迪伦总统自由勋章，2012年5月

迪伦在其音乐生涯中获得过诸多奖项，包括12尊格莱美奖、1尊金球奖及1尊奥斯卡金像奖。其亦被引入摇滚名人堂、纳什维尔作曲家名人堂及作曲家名人堂。2000年5月，瑞典国王卡尔十六世·古斯塔夫授予迪伦保拉音乐奖。
2012年5月，迪伦荣获总统自由勋章。2015年2月，国家录音艺术科学学院授予迪伦音乐关怀年度人物奖，以表彰其在慈善事业及艺术领域做出的社会贡献。2013年11月，法国教育部长安瑞莉·菲里佩提授予迪伦荣誉军团勋章。
2016年10月13日，瑞典学院授予迪伦诺贝尔文学奖，表彰其“在美国歌曲传统中创造了新的诗歌表达”。但委員會起初數日始終未能聯絡到迪伦本人，也不知他會否出席頒獎，頒授諾貝爾文學獎的瑞典學院基本上已經放棄聯絡迪伦。直到10月29日，迪伦终于打破沉默，致电瑞典学院，表示自己愿意接受诺奖。

## 个人生活
1965年11月22日，迪伦同莎拉·劳登成婚，次年1月6日产下初子杰西·拜伦·迪伦。此后两人亦有三名子女：安娜·莉亚（1967年7月11日生）、萨缪尔·伊萨克·亚伯拉罕（1968年7月30日生）和雅各布·卢克（1969年12月9日生）。迪伦亦领养了莎拉上一段婚姻中的女儿玛丽亚·劳登（1961年10月21日）。二人于1977年6月29日宣布离异。1988年玛丽亚同音乐人彼得·希默曼成婚。1990年代，雅各布成为墙花乐队主唱，并以其闻名。杰西为电影导演，并在商界颇有成就。
1986年1月31日迪伦同其伴唱歌手卡洛琳·邓尼斯产下一女，名德西蕾·加布里埃尔·邓尼斯-迪伦。1986年6月4日迪伦同邓尼斯正式成婚。两人于1992年10月离异。这段婚姻（及其结晶）在迪伦自传于2001年出版前鲜为外界所知。
2019年4月9日迪倫著名的鄉村專輯《Nashville Skyline》發行50週年，其威士忌品牌Heaven’s Door也特別宣布將為此在Nashville的百年教堂開設新的釀酒廠與藝術中心，預計將在2020年秋天開幕。
在非巡演期间，媒体认为迪伦主要居于加利福尼亚州马利布海岸的杜姆角。其亦在世界其他地方拥有地产。

## 相關評價
鲍勃·迪伦被認為是20世紀美國最重要、最有影響力的民謠歌手，並被視為20世紀60年代美國民權運動的代言人。他直接或间接影響了一大批同時代和後來的音樂人，例如尼爾·楊、大衛·鮑伊、婁·里德、布魯斯·斯普林斯汀等人，時代雜誌選他為本世紀最有影響力的100人。

## 外部連結
- 鲍勃·迪伦在互联网电影资料库（IMDb）上的資料（英文）